# Josephine Morcashani
Josephine Morcashani (geb. 28. Januar 1870 in London; gest. 1929) war eine britische Unterhaltungskünstlerin und Sängerin. Bekannt für ihre Baritonstimme und ihr Spiel mit Geschlechterrollen, tourte sie Europa und die Welt zwischen 1898 und den 1920ern. Sie war eine der wenigen nicht-US-amerikanischen Schwarzen Unterhaltungskünstlerinnen in Mitteleuropa vor dem Ersten Weltkrieg.

## Leben
Sie wurde 1870 in London als Josephine Laura Fanny Stear geboren und war die Tochter eines Taxifahrers und dessen Frau. 1891 heiratete sie den Schwarzen US-amerikanischen Komiker und Vokalisten Joseph Henry Highsmith, der sie wahrscheinlich beeinflusste, selbst in der Unterhaltungsindustrie aktiv zu werden. 1894 brachte sie den gemeinsamen Sohn zur Welt.
Spätestens 1898 arbeitete sie in Berlin unter dem Künstlerinnennamen „Morcashani“, war aber auch als „La Belle Creole“ bekannt. Sie trat mindestens acht Mal im Wintergarten Berlin auf und auch an zahlreichen anderen Spielstätten in Berlin. 1908 war ihre dauerhafte Adresse die Gneisenaustraße 20 in Berlin. Sie hatte Vorführungen in zahlreichen europäischen Städten, darunter Stockholm, Kopenhagen, Danzig, Antwerpen, Amsterdam, Bochum, Wien, Budapest, St. Petersburg, Lissabon und Ghent. Sie trat allerdings auch außerhalb Europas auf, so etwa in Kapstadt als auch 1904 in den USA. 1909 hatte sie eine Tour durch Lateinamerika. In St. Petersburg traf sie 1907 Belle Davis. Zwischen 1908 und 1911 produzierte die Deutsche Bioscop Tonfilme mit ihr, die in deutschen Zeitungen erwähnt wurden.
Beim Ausbruch des Ersten Weltkriegs 1914 war sie in Berlin und schaffte es kurz danach, einen US-amerikanischen Pass zu erhalten, da ihre Heiratsurkunde bezeugen konnte, dass ihr Mann US-amerikanischer Staatsbürger war. Während des Krieges und danach, zwischen 1915 und 1921, arbeitete sie in den Niederlanden, das während des Ersten Weltkriegs neutral war. Dabei trat sie oft gemeinsam mit Arabella Fields auf. Ein Auftritt im Rahmen ihres 25. Bühnenjubiläums fand 1921 mit ihr als Headlinerin in Rotterdam statt.
In den 1920ern trat sie nochmal in Wien auf, neben Abbie Mitchell und Harry Malcolm Wellmon. Sie starb 1929.

## Stil
Ihr Name und ihre behaupteten Ursprünge änderten sich mehrmals, manchmal aus eigener Hand und manchmal durch Rezensenten, und dieses Spiel mit der Identität war Teil ihrer Performance. Beispielsweise bezeichnete sie sich selbst in zahlreichen Werbeanzeigen in Zeitungen als „La Belle Creole“ in Anspielung an eine gemischte europäisch-afrikanische Abstammung aus den Westindischen Inseln. Im Mai 1898 wurde sie in Leipzig als australische Sängerin vorgestellt und in einer Rezension als "die Lieblingssängerin und -tänzerin des Schwarzen Prinzen Menelik [Kaiser Äthiopiens]" bezeichnet, mit "lockigem Negerhaar und einer gelben Hautfarbe.”
Gesang benutzte sie als Mittel des Spiels mit Geschlechterausdruck. Sie war Baritonsängerin. Manchmal kleidete sie sich in femininen Kleidern, manchmal in männlicher Kleidung. Sie sang auf Deutsch und auf Englisch.
Sie führte normalerweise ein ernsthaftes Lied, gefolgt von zwei komischen Liedern auf. Männer im deutschen Publikum berichteten, sie seien sowohl verzaubert als auch verwirrt über die Lust, die sie beim Anschauen ihrer mit Geschlechterrollen spielenden Stücke empfanden.